# Kotak Kawau
Kotak Kawau is een bestuurslaag in het regentschap Oost-Soemba van de provincie Oost-Nusa Tenggara, Indonesië. Kotak Kawau telt 1326 inwoners (volkstelling 2010).